# 异色藁本
异色藁本（学名：Ligusticum discolor）为伞形科藁本属的植物。其种加词“discolor ”意为“异色的”。分布在俄罗斯以及中国大陆的新疆等地，生长于海拔1,200米的地区，多生长在山地灌丛，目前已由人工引种栽培。